# Route nationale 21 (Niger)
Pour les articles homonymes, voir Route nationale 21, N21 et RN21.
La route nationale 21 (N21 ou RN21) est une route nationale du Niger.
La route va d'Agadès jusqu'à Toumo en passant par Bilma.
La N21 a une longueur de 660 km.

## Parcours
La route part d'Agadez, les 180 premiers kilomètres à travers un terrain désertique rocheux, la route restante à travers des mers de sable.
La partie proche d'Agadez est une piste plus fréquentée, mais ailleurs l'itinéraire change avec les dunes de sable mouvantes.
L'itinéraire traverse un paysage presque sans relief composé de sable. Cette région est connue sous le nom de Ténéré, plus précisément le Grand erg de Bilma.
L'itinéraire passe par Dirkou, un avant-poste éloigné où se trouve un aéroport.
De là, la route se dirige vers le sud jusqu'à Bilma, une petite ville oasis.
Après Bilma, la N21 se dirige vers le nord et se termine à Toumo à la frontière entre la Libye et le Niger.

## Tracé
- Agadès
- Bilma
- Toumo